# Selina Kuster
Selina Annamaria Kuster (* 8. August 1991 in Uznach) ist eine ehemalige Schweizer Fussballspielerin.

## Karriere

### Vereine
Kuster spielte in ihrer Jugend beim FC Eschenbach, FC St. Gallen und GC/Schwerzenbach. Im Sommer 2009 wechselte sie zum Grasshopper Club Zürich, bei dem sie fünf Jahre spielte. Im Sommer 2014 folgte der Wechsel zum amtierenden Schweizer Meister FC Zürich Frauen. Mit diesem gewann sie insgesamt drei Meistertitel und drei Cupsiege. Ausserdem kam sie zu sechs Einsätzen in der Champions League. Im letzten Meisterschaftsspiel der Saison 2016/17 zog sie sich beim 1:0-Heimsieg gegen den FC Basel 1893 einen Kreuzbandriss zu. Sie fiel die ganze darauffolgende Saison aus und gab schliesslich auf Ende der Saison hin ihren Rücktritt vom Spitzensport bekannt.

### Nationalmannschaft
Kuster debütierte am 21. August 2009 beim Spiel gegen die schwedische U-23-Mannschaft in der Schweizer Fussballnationalmannschaft der Frauen und kam zu regelmässigen Einsätzen. Im Sommer 2014 konnte sie sich mit der Nationalmannschaft erstmals für die Weltmeisterschaft 2015 qualifizieren. Im Mai 2015 wurde sie für das WM-Kader nominiert. Aufgrund ihrer Verletzung konnte sie nicht an der Europameisterschaft 2017 teilnehmen. Im Anschluss an das Turnier gab sie ihren Rücktritt aus dem Nationalteam bekannt.

## Erfolge
- Schweizer Meisterschaft: 2015, 2016, 2018
- Schweizer Cup: 2015, 2016, 2018